# Ultimo (Italia)
Ultimo es una localidad y comune italiana de la provincia de Bolzano, región de Trentino-Alto Adigio, con 2.959 habitantes.

## Evolución demográfica
| Gráfica de evolución demográfica de Ultimo entre 1861 y 2011 |
|                                                              |
| Fuente ISTAT - elaboración gráfica de Wikipedia              |